# Sapporo 72
Sapporo 72 är en svensk synthpopgrupp, bildad av samma personer som en gång bildade Mobile Homes. Sapporo 72 är en återgång till den klassiska syntpoppen efter år av ett mer och mer rock- och gitarrinfluerat Mobile Homes. Namnet Sapporo 72 syftar på att olympiska vinterspelen 1972 arrangerades i Sapporo i Japan.

## Diskografi
- 2005- Business And Pleasure

### Samlingsalbum
- 2006- Jävla kritiker! (med olika artister)